# Fatima Lowe
Fatima Lowe is een Amerikaanse actrice en muzikante.

## Biografie
Lowe begon in 1995 met acteren in de film Divas. Lowe is vooral bekend van de televisieserie Beverly Hills, 90210, waarin ze de rol speelde van Terri Spar, de secretaresse van Steve Sanders op de redactie van de krant.
Lowe is ook muzikante en heeft een aantal songs uitgebracht, ReMembering Me, Child Of God en Within. Ze speelt voornamelijk alternatieve en Rhythm-and-bluesmuziek.

## Filmografie[2]
- 1997 Beverly Hills, 90210 – als Terri Spar – televisieserie (9 afl)
- 1997 Seinfeld – als secretaresse – televisieserie (1 afl)
- 1995 Divas – als Tanya – televisiefilm